# Paranthaclisis hageni
Paranthaclisis hageni is een insect uit de familie van de mierenleeuwen (Myrmeleontidae), die tot de orde netvleugeligen (Neuroptera) behoort. 
Paranthaclisis hageni is voor het eerst wetenschappelijk beschreven door Banks in 1899.